# Khameneidynastin
Huset Khamenei eller Khameneidynastin (persiska: خاندان خامنه‌ای)  är den härskande släkten i Iran av persisk-azerisk ursprung, som härstammar från den fjärde imamen av shia-islam, Ali ibn Husayn Zayn al-Abidin (känd som Imam Sajjad).
Storayatollah Ali Khamenei, Irans högsta ledare, är den mäktigaste medlemmen av Khameneis politiska familj. En libanesisk dokumentär film från Al-Manar TV- som sändes i mars 2020 hävdade att Khamenei är den 38:e ättlingen till den islamiska profeten Muhammed av hans son Hussain Askar, en son till Imam Sajjad. Totalt beräknas släkten omfatta av 2 000 medlemmar. Enligt The 500 Most Influential Muslims betraktas Khamenei släkten som en av de mest inflytelserika och mäktigaste släkterna i världen. Vissa uppskattningar av släktens rikedom mäter deras nettoförmögenhet på allt från så lågt som 500 miljarder dollar till så högt som 3 biljoner dollar eftersom släkten har tillgång till stora delar av Irans ekonomi och BNP.